# Stockholms ström
Le Stockholms ström (« cours d'eau de Stockholm ») ou Strömmen est un cours d'eau de Stockholm en Suède,.

## Géographie
Le Stockholms ström est situé au nord-est de Stadsholmen, l'île principale de Gamla stan, le centre historique de la ville. Il se trouve à une altitude d'un mètre. Long de quelques centaines de mètres, il sert de déversoir du lac Mälar depuis le Riddarfjärden et le Norrström, et permet à ses eaux de rejoindre la mer Baltique par l'intermédiaire de la baie de Saltsjön.
La limite entre le Norrström et le Stockholms ström n'est pas très bien définie puisqu'elle est située selon les versions au niveau de deux ponts : le Strömbron ou le Norrbro.

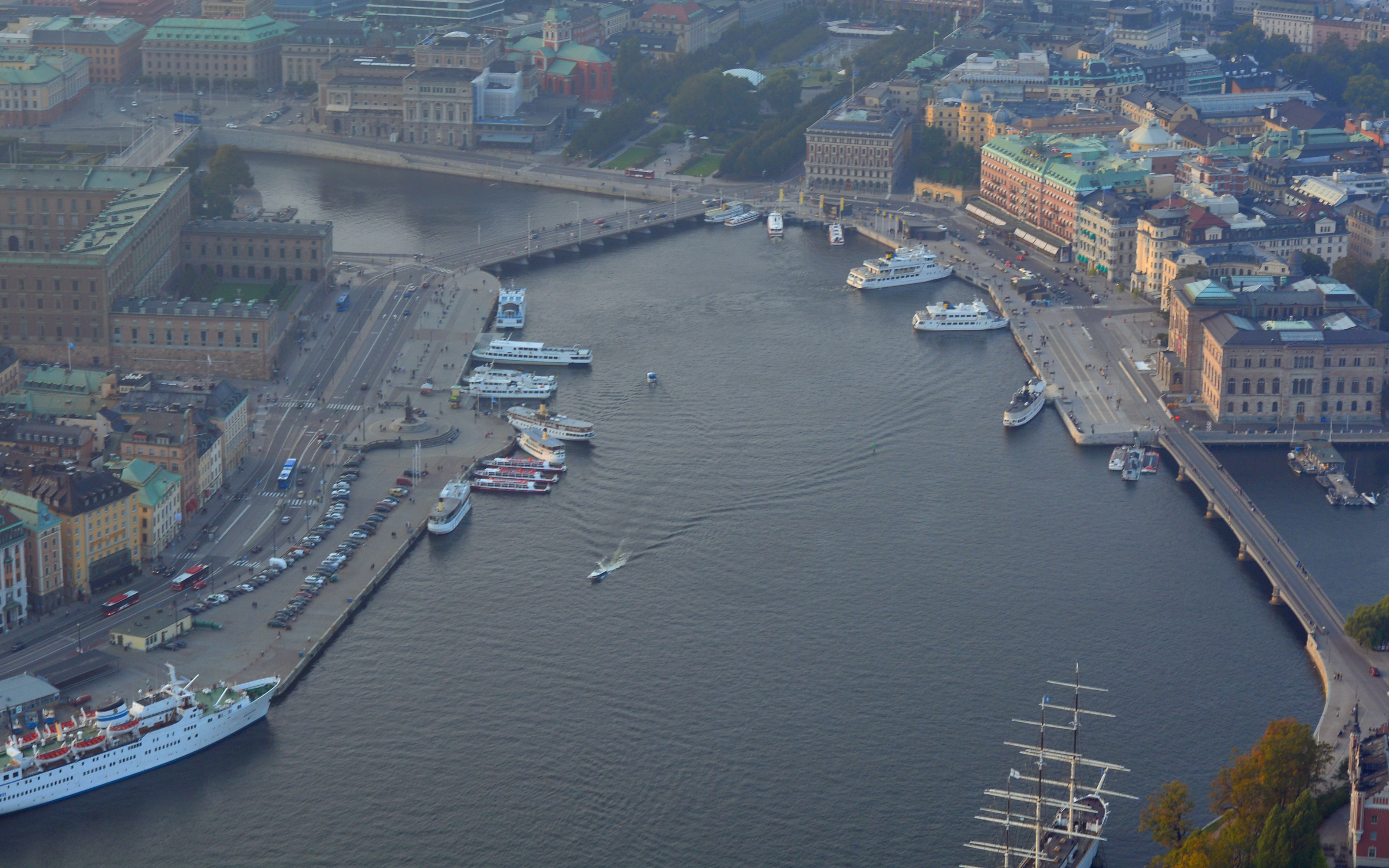
Vue aerienne du Stockholms ström.

## Galerie

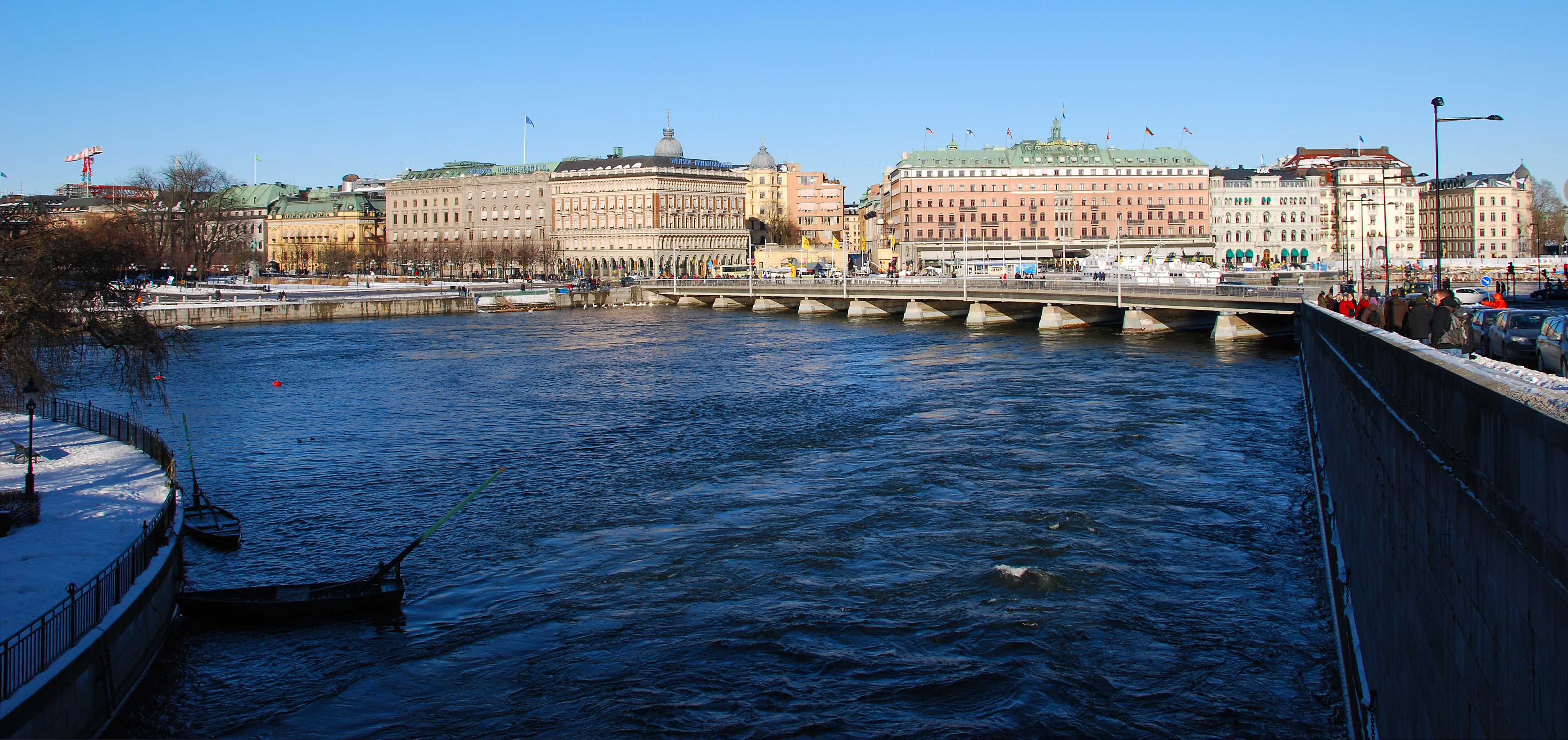
Le Norrström à l'est de Slottskajen. En arrière-plan Kungsträdgården, Strömbron et Blasieholmen.
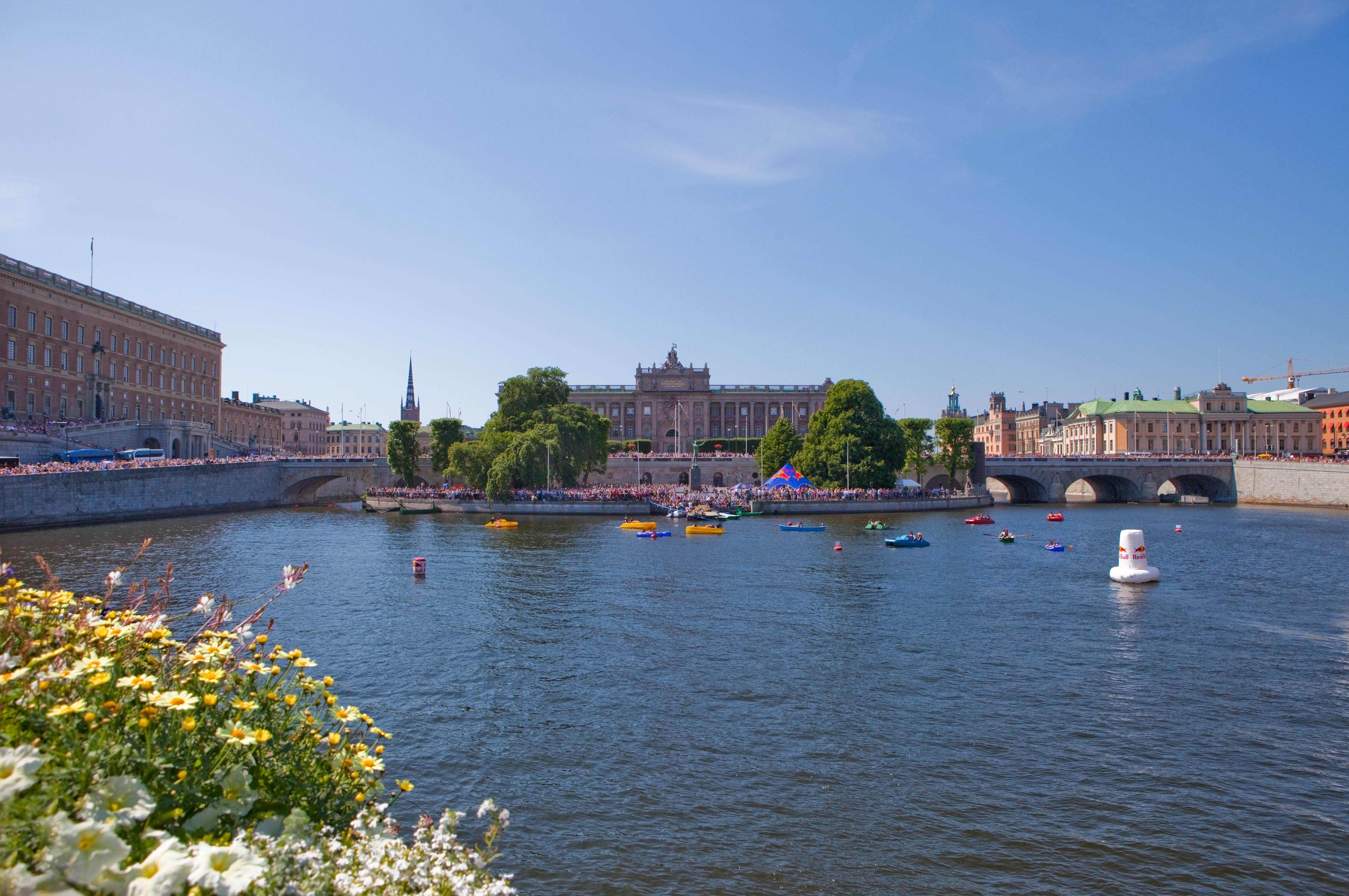
Vue depuis Strömbron. En arrière-plan le Palais royal, Helgeandsholmen et Norrbro.